# 袁金鎧

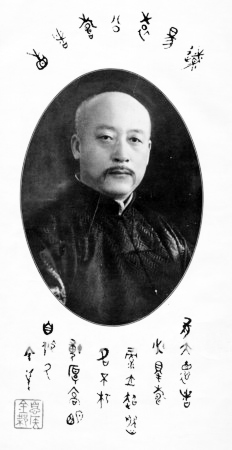
袁金鎧別影

袁 金鎧（えん きんがい）は、清末民初の政治家。清朝、北京政府奉天派の政治家で、後に満州国の要人となった。字は潔珊、兆傭。晩号は傭廬。

## 事績

### 奉天派での活動
清末に、遼陽警務提調、奉天咨議局副議長などを歴任した。1913年（民国2年）10月、奉天省財政司司長、約法会議議員に就任する。1915年（民国4年）、参政院参政となる。袁世凱死後、袁金鎧は張作霖の奉天派に属した。1916年（民国5年）、奉天督軍署秘書長に就任する。以後、黒竜江省督軍署秘書長、中東鉄路董事（理事）、臨時参政院参政、清史館編修などを歴任した。
張学良が東北統治を開始すると、1929年（民国18年）1月、東北政務委員会委員兼東北辺防軍司令長官公署参議となる。1930年（民国19年）、監察院監察委員兼通志館副館長に就任した。張作霖の下での袁金鎧は、王永江亡き後において于冲漢とともに奉天文治派の双璧と称されていたが、張学良の下では旧派として疎外され、政治的影響力を失っていった。

### 満州国での活動
満州事変勃発直後の1931年（民国20年）9月25日、袁金鎧・于沖漢・闞朝璽ら9名は関東軍司令官本庄繁から奉天地方維持委員会委員に任命された。28日、袁・闞・趙欣伯の3人が協議し、奉天地方維持委員会で遼寧（奉天）省政府の機能を代行することにつき決定した。その後、袁は奉天地方維持委員会委員長に就任している。同年12月15日、奉天省政府が成立、臧式毅が省長に就任すると共に、奉天地方維持委員会は解散され、袁は省政府最高顧問に転じた。
満州国建国後の1932年（大同1年）3月10日、袁金鎧は参議府参議に任命された。翌1933年（大同2年）3月、袁金鎧は立法院憲法制度調査委員会委員となり、1934年（康徳元年）5月、恩賞会議議定官に異動する。1935年（康徳2年）2月2日、尚書府大臣に任命され、同年には帝室大典委員会委員も兼ねている。1944年（康徳11年）4月24日、四肢の運動麻痺を発症したため、尚書府大臣を辞職した。1947年（民国36年）3月、故郷の遼陽で病死。享年78。

## 著書
- 1912年 - 『張仙舫運使哀輓録』、『東渡百一詩』、『明倫詩社課存』、『中庸講義』、『誦詩隨筆』
- 1930年 - 『傭廬寿言』
- 1934年 - 『傭廬文存』
- 1935年 - 『傭廬日記語存』、『傭廬経過自述』、『甕雲緒語』